# Føroya Kommunufelag
A Føroya Kommunufelag Feröer két önkormányzati szövetségének egyike. Tagjai jellemzően a kisebb községek, míg a nagyobbakat a Kommunusamskipan Føroya tömöríti. A szövetséget 1968. február 25-én alapították.

## Tagok
A szövetség tagjai a következők:
| - Eiði község - Eystur község - Fámjin község - Fugloy község - Hov község - Húsar község - Húsavík község - Hvalba község | - Hvannasund község - Kunoy község - Kvívík község - Nes község - Porkeri község - Sjóv község - Skálavík község - Skopun község | - Skúvoy község - Sumba község - Sundini község - Sørvágur község - Vágar község - Vestmanna község - Viðareiði község |

## Elnökök
A Føroya Kommunufelag elnökei:
| Időszak   | Név                | Község       |
| --------- | ------------------ | ------------ |
| 1968–1973 | Asbjørn Joensen    | Klaksvík     |
| 1973–1975 | Ditlev Eldevig     | Fuglafjørður |
| 1975–1977 | Tummas Jacobsen    | Gøta         |
| 1977–1979 | Vilhelm Johannesen | Klaksvík     |
| 1979–1981 | Hans Jørgense      | Miðvágur     |
| 1981–1983 | Jógvan K. Mørkøre  | Eiði         |
| 1983–1985 | Heini O. Heinesen  | Kunoy        |
| 1985–1987 | Martin Olsen       | Runavík      |
| 1987–2001 | Jógvan K. Mørkøre  | Eiði         |
| 2001–2003 | Jacob Vestergaard  | Sumba        |
| 2003–2005 | Mia Pedersen       | Vestmanna    |
| 2005–2008 | Rósa Samuelsen     | Sandavágur   |
| 2008–     | Asbjørn Djurhuus   | Sumba        |

## Fordítás
- Ez a szócikk részben vagy egészben a Føroya Kommunufelag című norvég Wikipédia-szócikk ezen változatának fordításán alapul.  Az eredeti cikk szerkesztőit annak laptörténete sorolja fel. Ez a jelzés csupán a megfogalmazás eredetét és a szerzői jogokat jelzi, nem szolgál a cikkben szereplő információk forrásmegjelöléseként.

## Külső hivatkozások
- Hivatalos honlap (feröeri)